# Vejen til livet
Vejen til livet (russisk: Путёвка в жизнь, translit.: Putjovka v Sjizn) er en sovjetisk dramafilm fra 1931 skrevet og instrueret af Nikolaj Ekk. Ekk modtog for filmen prisen for "Mest overbevisende instruktør" ved første udgave af Filmfestivalen i Venedig, og blev derved den første sovjetiske filminstruktør, der modtog en international pris. Filmen er den første sovjetiske tonefilm.
Filmen havde dansk premiere i 1931 i de københavnske biografteatre Collosseum og Triangel den 20. marts 1932.

## Handling
Filmen handler om en gruppe gadebørn fra Moskva, der efter flere forgæves forsøg på anbringelse på børnehjem af de sovjetiske myndigheder i stedet for ungdomsfængsel placeres i en "arbejdskommune", hvor de gennem arbejde skal oplæres til at blive gode samfundsborgere. I den lille arbejdskommune skal børnene arbejde som håndværkere osv. og skal lære at forsørge sig selv. De gode intentioner er dog ikke altid nok, og ikke alle af børnene bliver umiddelbart gode, ærlige sovjetarbejdere ...

## Medvirkende
- Nikolaj Batalov - Nikolaj Sergejev
- Jyvan Kyrla - Dandy Mustapha
- Mikhail Dzjagofarov - Nikolaj Rebrov
- Aleksandr Novikov – Vaska Busa
- Mikhail Zjarov – Fomka Zjigan